# Autoportrait (Sorolla)
Pour les articles homonymes, voir Autoportrait (homonymie).
L'Autoportrait est une peinture à l'huile sur toile de 1904 du peintre valencien Joaquín Sorolla de 66 × 100,6 cm. Elle est conservée au Musée Sorolla de Madrid. 
Sorolla a réalisé quinze autoportraits dont huit appartiennent au Musée Sorolla de Madrid. Celui-ci a été réalisé alors qu'il avait beaucoup de commandes, vers quarante ans, ce qui explique sa posture sûre, confiante et ferme qui semble traduire autant sa maturité que ses succès professionnels à cette époque.
Sorolla réalise son autoportrait dans son atelier. Il contemple le spectateur avec un regard fixe et pénétrant, presque avec défis. Ici, Sorolla a voulu rendre un hommage à son métier de peintre et a cherché l'inspiration chez Velázquez et plus particulièrement dans son autoportrait des Menines. Les références au maître andalou s'apprécient dans de nombreux détails de l'œuvre, dans la profondeur de l'espace à peine marqué par les tableaux aux murs, la toile blanche à droite ou encore les couleurs caractéristiques du siècle d'or espagnol, avec des clairs-obscurs illuminant seulement les zones d'intérêt comme le col de la chemise dominé par un visage resplendissant. 